# Kiva (Organisation)
Kiva ist eine US-amerikanische Non-Profit-Organisation, die es Individuen ermöglicht, über Mikrofinanz-Institutionen Mikrokredite über das Internet an Kleinbetriebe und Einzelpersonen vor allem in Entwicklungsländern zu verleihen. Die gemeinnützige Organisation mit Sitz in San Francisco wird von Spenden ihrer Benutzer sowie unter anderem von PayPal, YouTube, Google, MySpace und Microsoft unterstützt.

## Ablauf
Kiva ermöglicht es jedermann, Darlehensgeber (Lender) zu werden. Der Geldgeber kann selbst bestimmen, welche Personen oder Projekte er fördern möchte. Partner vor Ort (Field Partners) wählen die Kreditempfänger (Entrepreneurs) aus und stellen sie auf der Website von Kiva potenziellen Darlehensgebern vor. Die Field Partners sind regionale Institutionen, wie Landesorganisationen von BRAC, Partner von World Vision oder zahlreichen anderen wohltätigen und kommerziellen Organisationen. Insgesamt hat Kiva über die Jahre hinweg mit bislang 213 Partnerorganisationen zusammengearbeitet. Einige dieser Zusammenarbeiten endeten aus unterschiedlichen Gründen, zum Beispiel die mit einer der Partnerorganisationen an der Elfenbeinküste, bei der Korruption aufgedeckt wurde. Bei der Wirksamkeit von Mikrofinanz-Initiativen ist grundsätzlich ein skeptischer Ansatz ratsam. So basieren viele veraltete oder rein quantitative Studien auf einer isolierten Betrachtung von Mikrofinanz-Initiativen und ignorieren Konkurrenz durch informelle Kreditgeber. Mikrofinanz-Initiativen können auch völlig unbeabsichtigte Konsequenzen haben. Schlecht gemanagt, bieten sie unternehmerisch Veranlagten die Möglichkeit, „Mittelmänner“ zu werden, indem sie durch nachgewiesene Kreditwürdigkeit erhaltene formelle Mikrokredite an ärmere Kreditnehmer weitervergeben. Als Folge dieser informellen Vermittlung („informal intermediation“) profitieren die Ärmsten der armen Kleinstunternehmer weniger als die vergleichsweise weniger Armen.
Die Darlehensgeber stellen Kiva ihr Guthaben zinsfrei zur Verfügung. Kiva selbst berechnet ihren Partnerorganisationen ebenfalls keine Zinsen. Das lokale Mikrofinanz-Institut vor Ort berechnet dem Darlehensnehmer jedoch Zinsen, um seine eigenen Kosten zu decken und geht unter Umständen auch mit dem Kredit in Vorkasse, bis auf Kiva die benötigte Summe zusammengekommen ist. Laut Kiva beträgt die durchschnittliche Tilgungsrate der Kreditnehmer etwa 98,79 %.
Kiva bietet seit August 2008 den Darlehensgebern an, sich in Gruppen (Teams) zusammenzuschließen. So kann nicht nur eine Beziehung zwischen Darlehensgebern und -nehmern, sondern auch unter den Darlehensgebern hergestellt werden.

## Ursprünge
Das Mikrofinanz-Konzept basiert auf den Ideen des Nobelpreisträgers Muhammad Yunus, der mit der 1983 gegründeten Grameen Bank erfolgreich in Bangladesch zeigte, dass die Mikrokredite viele Vorteile gegenüber anderen Förderkonzepten bieten. Yunus bemängelt bei den Förderprogrammen der Weltbank insbesondere die hohen Verwaltungskosten und die lange Zeit, die benötigt wird, bis die Bedürftigen die Förderung erhalten.

## Sonstiges
Im Vorstand von Kiva sitzt Reid Hoffman, der im März 2012 eine Million US-Dollar an die Organisation gespendet hat.